# Annabelle Comes Home
Annabelle Comes Home (conocida como Annabelle 3: Viene a casa en Hispanoamérica y Annabelle vuelve a casa en España) es una película estadounidense de terror sobrenatural de 2019 basada en la leyenda de la muñeca Annabelle, siendo una secuela paralela de Annabelle: Creation, de 2017, y de Annabelle, de 2014, además de ser la sexta entrega de The Conjuring Universe. La película está dirigida por Gary Dauberman en su debut como director. El guion fue escrito por Dauberman a partir de una historia coescrita con James Wan, quien también produjo la película con Peter Safran. La cinta está protagonizada por Mckenna Grace, Madison Iseman y Katie Sarife, junto con Patrick Wilson y Vera Farmiga, quienes repiten sus papeles como Ed y Lorraine Warren.
La película se estrenó en Estados Unidos el 26 de junio de 2019 a través de Warner Bros. y New Line Cinema.

## Argumento
En 1968, los demonólogos Ed y Lorraine Warren se llevan a su casa a la muñeca poseída Annabelle, después de que dos enfermeras (Debbie y Camilla) aseguraran que la muñeca a menudo realizaba actividades violentas en su apartamento. Durante el trayecto, la muñeca convoca a los espíritus de un cementerio situado junto a la carretera para que ataquen a Ed, pero este consigue sobrevivir. Una vez en la casa, Annabelle es colocada en una vitrina en la sala de artefactos de la pareja y bendecida por el padre Gordon para asegurarse de que su mal está contenido.
Un año después de los eventos de The Conjuring, los Warren dan la bienvenida a Mary Ellen, quien estará a cargo de cuidar de su hija Judy durante su viaje para investigar otro caso. En la escuela, Judy ve el espíritu de un sacerdote que comienza a seguirla. Tras comprar en el supermercado de su amiga y hablar con su enamorado, Bob Palmeri, Mary Ellen comienza a hacer un pastel para el cumpleaños de Judy. Su amiga Daniela Ríos se presenta en la casa de los Warren sin haber sido invitada. Daniela, que siente curiosidad por hablar con los muertos debido a la muerte de su padre, le entrega un par de patines a Judy como regalo de cumpleaños y la convence para que vaya a jugar con Mary Ellen afuera. Una vez que se han ido, Daniela intenta entrar a la sala de artefactos pero la encuentra cerrada con llave.
Daniela encuentra la llave de la puerta en el despacho de los Warren, por lo que consigue entrar y comienza a explorar y a tocar artefactos, en última instancia, tratando de contactar a su difunto padre con un artefacto llamado el brazalete de Mourner. Accidentalmente, deja la caja de vidrio de Annabelle abierta después de escuchar un golpe que la hace pensar que su padre está intentando comunicarse. El terror comienza poco después con un golpe en la puerta de la casa, pero no hay nadie allí y el espíritu de Bee Mullins, interrumpe a Mary Ellen. Luego Daniela cree que vio a su padre, así que entra a la casa para buscarlo. Judy cree ver que alguien entró a su cuarto así que decide entrar, dándose cuenta de que Annabelle está en una silla dentro de su cuarto, al momento cerrándose la puerta delante de ella. Cuando vuelve a entrar Annabelle ya no está, pero encuentra una nota que dice «miss me?». En ese momento aparece el espíritu de la novia con la intención de hacerle daño a Judy, pero al momento es salvada por Mary Ellen. Luego de eso se ponen a jugar un juego de mesa maldito, llamado Feeley Meeley, pero en ese momento llega una pizza que habían pedido. Posteriormente Bob llega a la casa para ser atacado por el Hellhound (perro del infierno), escondiéndose en el gallinero. Cuando Daniela se va, Mary Ellen le confiesa a Judy que el padre de Daniela murió por culpa de ella, en un accidente automovilístico. Daniela, recordando que se quedó con las llaves del sótano de los Warren, vuelve a la casa sola. Accidentalmente se queda encerrada en el sótano y es atormentada por un televisor que predice el futuro cercano y un juguete de mono maldito.
Mary Ellen es atacada por el Ferryman, que quiere su alma, mientras que en su habitación, Judy es aterrorizada por Annabelle Mullins, la cual sale de debajo de sus sabanas, convirtiéndose en el demonio que habita dentro de la muñeca. Cuando Judy y Mary Ellen logran escapar, van al sótano de los Warren y ven que Daniela está ahí. Esta les confiesa que buscaba algo para contactar con su difunto padre, pero sin querer ha liberado a Annabelle. Después de que los artefactos se activaran, logran sacar a Daniela del sótano. Al mismo tiempo, a Mary Ellen le da un paro respiratorio por su asma. Judy se ofrece a ir a su coche a buscar su inhalador, pero Daniela le dice que ella irá. Esta es posteriormente poseída por el espíritu de la novia. Judy y Mary Ellen se encuentran con la armadura maldita del samurái y son guiadas por el espíritu del sacerdote hasta la muñeca. 
Daniela se recupera cuando Judy reproduce las grabaciones de Ed de un exorcismo y ayuda a Mary Ellen y Judy a recuperar la muñeca y vencer a los espíritus que Annabelle despertó. Logran recuperar la llave de la caja de vidrio tras ser atacados por una manos demoníacas del juego de mesa Feeley Meeley. Una vez que se cierra la vitrina de la muñeca, los disturbios se detienen y los espíritus vuelven a descansar. Finalmente las tres se reúnen con Bob, que ha sobrevivido a los ataques del Hellhound.
A la mañana siguiente, Ed y Lorraine regresan y el trío les cuenta sus luchas. Finalmente, Daniela se disculpa con Lorraine, pero Lorraine sabe que sus acciones poco aconsejables fueron el resultado de su deseo de contactar a su difunto padre. Lorraine le cuenta a Daniela un mensaje que recibió de él y le devuelve la foto de su padre que Daniela había insertado en el brazalete. Posteriormente, las dos se reúnen con los demás para unirse a las celebraciones de la fiesta de cumpleaños de Judy junto con las amigas de esta.
Al término de la película aparece una foto real de Lorraine Warren, quien fallecería en 2019.

## Reparto
- Vera Farmiga como Lorraine Warren.
- Patrick Wilson como Ed Warren.
- Mckenna Grace como Judy Warren.
- Madison Iseman como Mary Ellen.
- Katie Sarife como Daniela Ríos.
- Michael Cimino como Bob Palmeri.
- Samara Lee como Annabelle “Bee” Mullins.
- Kenzie Caplan como Debbie.
- Sade Katarina como Camilla
- Steve Coulter como el padre Gordon.
- Stephen Blackehart como Thomas.
- Paul Dean como el Sr. Palmeri
- Luca Luhan como Anthony Ríos.
- Rickie Gonzalez como Tyler Bruce.
- Natalia Safran como La Novia.
- Alexander Ward como Demonio/Baruquero
- Stephen Blackehart como Thomas

## Producción

### Desarrollo
En abril de 2018, Warner Bros. anunció el 3 de julio de 2019 como la fecha de estreno de una nueva película sin título de la saga The Conjuring. Más tarde, ese mismo mes, se anunció que la película sería otra entrega de la serie Annabelle, con Gary Dauberman seleccionado para dirigir y escribir el guion de la película en el que sería su debut como director, basado en una historia escrita por Dauberman. Wan y Peter Safran coproducirán el proyecto.
Durante la Comic-Con de San Diego de 2018, James Wan y Peter Safran revelaron que los eventos de la película tendrían lugar después de Annabelle y se centrarían en la muñeca después de que la metieran en la vitrina del museo de los Warren. Más tarde, Gary Dauberman confirmó esto al afirmar que la película tendría lugar poco después del comienzo de The Conjuring, donde se presenta el personaje protagonista, pero también antes de la mayoría de los eventos de la primera entrega de la franquicia. También se confirmó que Patrick Wilson y Vera Farmiga repetirían sus papeles como Ed y Lorraine Warren. 
El 5 de septiembre de 2018, Michael Burgess fue contratado como director de fotografía de la película.

### Casting
A finales de septiembre de 2018, Mckenna Grace y Madison Iseman fueron elegidas para el papel de Judy Warren, la hija de 11 años de los Warren, y Mary Ellen, la niñera de Judy, respectivamente. Para octubre de ese mismo año, Katie Sarife se había unido al elenco. Ese mismo mes, también se confirmó que Patrick Wilson y Vera Farmiga repetirían sus papeles como Ed y Lorraine Warren.

### Rodaje
La producción comenzó el 17 de octubre de 2018 en Los Ángeles. El 7 de diciembre de 2018, Patrick Wilson anunció que había terminado de filmar sus escenas. El rodaje finalizó oficialmente el 14 de diciembre de 2018.

## Música
En febrero de 2019 se reveló que Joseph Bishara, quien compuso la banda sonora de The Conjuring, Annabelle, The Conjuring 2 y The Curse of La Llorona, volvería para componer la música de Annabelle Comes Home.

## Estreno
El estreno de Annabelle Comes Home se llevó a cabo el 26 de junio de 2019 en Estados Unidos. Originalmente el estreno de la cinta estaba programado para el 3 de julio de 2019. El 15 de marzo de 2019, New Line Cinema lanzó un teaser tráiler que revelaba el título oficial de la película.

## Recepción
En el sitio web especializado Rotten Tomatoes la película tiene una calificación de aprobación del 66% sobre la base de 186 comentarios. El consenso crítico del sitio afirma: "Divertida para los fans, aunque no sea tan aterradora como algunas de sus predecesoras, Annabelle Comes Home sugiere que aún queda algo de vida en la franquicia The Conjuring". El sitio web Metacritic asignó a la película una cuenta media ponderada de 53 sobre 100, basada en 35 críticos, indicando "críticas mixtas". Las audiencias encuestadas por CinemaScore dieron a la película una calificación promedio de "B-" en una escala de A+ a F, la menor puntuación obtenida por la saga de Annabelle. 
Si bien por muchos medios ha sido clasificada como "la mejor de la saga" y sí la valoran positivamente, otros críticos no lo hacen. Justin Lowe, de The Hollywood Reporter, dijo que "Dauberman organiza una sucesión dramática de entidades sobrenaturales para asustar. El trabajo fluido de la cámara y la edición estrechamente controlada, que transforman la casa de los Warren en una casa auténticamente embrujada, enfatizan la visión oscura de Dauberman". Owen Gleiberman, de Variety, mientras que criticó la trama, dijo que la película, sin embargo, "sea cual sea tu mayor miedo, probablemente esté en la película", aunque tampoco se muestra satisfecho con el nivel de terror, ya que añade que "Annabelle preside un thriller de una casa encantada que no logra evocar mucho miedo".